# Torneio Triangular de Curitiba de 1953
O Torneio triangular de Curitiba foi um torneio de caráter amistoso, realizado em Curitiba, Paraná em 1953.

## Jogos
- 07 de junho de 1953

 Coritiba 2 X 3  Portuguesa
- 10 de junho de 1953

 Flamengo 2 X 0  Portuguesa
- 14 de junho de 1953

 Coritiba 1 X 1  Flamengo

## Campeão
| Torneio triangular de Curitiba de 1953 |
| -------------------------------------- |
| Flamengo Campeão                       |